# San Francisco, Sinaloa
San Francisco är en ort i Mexiko.   Den ligger i kommunen Mocorito och delstaten Sinaloa, i den västra delen av landet, 1 100 km nordväst om huvudstaden Mexico City. San Francisco ligger 52 meter över havet och antalet invånare är 238.
Terrängen runt San Francisco är platt. Runt San Francisco är det ganska glesbefolkat, med 42 invånare per kvadratkilometer. Närmaste större samhälle är Juan Escutia, 17,3 km söder om San Francisco. Omgivningarna runt San Francisco är en mosaik av jordbruksmark och naturlig växtlighet.